# قره‌بالته
قره‌بالته (به قرقیزی: Кара-Балта، قارا بالتا) شهری در استان چوئی کشور قرقیزستان است که در سرشماری سال ۲۰۰۵ میلادی، ۴۳٫۷۲۳ نفر جمعیت داشته است.